# عدم المساواة في المرض
يركز علم الأوبئة الاجتماعي على أنماط معدلات الإصابة بالأمراض والوفيات الناتجة عن الخصائص الاجتماعية للأفراد والمجموعات. على الرغم من أن اختيارات نمط حياة الفرد أو تاريخه العائلي قد تعرضه لخطر متزايد للإصابة بأمراض معينة، فهناك تفاوت اجتماعي في الصحة لا يمكن تفسيره بعوامل فردية. تُعزى الاختلافات في المعدلات الصحية في الولايات المتحدة إلى العديد من الخصائص الاجتماعية، مثل الجنس، والعرق، والحالة الاجتماعية والاقتصادية، والبيئة، والتحصيل التعليمي. يمكن أن يساهم عدم المساواة في أي من هذه الفئات الاجتماعية -أو كلها- في حدوث تفاوتات صحية، إذ تتعرض بعض الفئات لخطر أكبر للإصابة بالأمراض المزمنة أكثر من غيرها.
يعد مرض القلبي الوعائي على سبيل المثال السبب الرئيسي للوفاة في الولايات المتحدة، يليه مباشرة السرطان، ويحتل الداء السكري المرتبة الخامسة في ترتيب أسباب الوفيات. تشمل عوامل الخطر العامة المرتبطة بهذه الأمراض السمنة، وسوء النظام الغذائي، والتدخين والكحولية، والخمول البدني، ومدى قدرة الفرد على الحصول على الرعاية الطبية والمعلومات الصحية. على الرغم من أنه قد يظهر أن العديد من عوامل الخطر هذه تنشأ فقط نتيجة للخيارات الصحية الفردية، فإن مثل هذه النظرة تتجاهل الأنماط البنيوية للخيارات التي يتخذها الأفراد. وبالتالي، فإن احتمالية إصابة الفرد بأمراض القلب أو السرطان أو السكري مرتبطة جزئيًا بالعوامل الاجتماعية. يُعتبر الأفراد الذين يعانون من الفقر أو يحصلون على دخل منخفض والحاصلون على مستويات تحصيل علمي أقل و/أو يعيشون في الأحياء الفقيرة أكثر عرضة للإصابة بأمراض مزمنة مثل أمراض القلب والسكري مقارنة بباقي المجموعات العرقية المختلفة.

## الجندر (النوع الاجتماعي)
كانت النساء في الولايات المتحدة وأوروبا أكثر عرضة للوفاة في سن مبكرة مقارنة بالرجال حتى القرن التاسع عشر. كان هذا بنسبة كبيرة بسبب المخاطر التي ينطوي عليها الحمل والولادة. ومع ذلك، كان هناك تحول في متوسط العمر المتوقع في أواخر القرن التاسع عشر، وبدأت النساء بالعيش لفترة أطول من الرجال. يمكن تفسير هذا جزئيًا بالعوامل البيولوجية. فمثلًا، هناك نزعة متعددة الثقافات مفادها أن معدلات وفيات الأجنة الذكور أعلى من معدلات وفيات الأجنة الإناث. يقلل هرمون الاستروجين أيضًا من خطر إصابة الإناث بأمراض القلب عن طريق خفض كمية الكوليسترول في الدم، في حين أن هرمون التستوستيرون يكبح الجهاز المناعي عند الذكور ويعرضهم لخطر الإصابة بأمراض خطيرة. ومع ذلك، لا تفسر الاختلافات البيولوجية بشكل كامل الفجوة الكبيرة بين الجنسين في المعدلات الصحية.
أحد العوامل الرئيسية المساهمة في انخفاض متوسط العمر المتوقع للذكور هو ميلهم إلى الانخراط في السلوكيات الخطرة مثل شرب الخمر، وتعاطي المخدرات بصورة غير مشروعة، والعنف، والقيادة في حالة سكر، وعدم ارتداء الخوذات، والتدخين. تؤدي هذه السلوكيات إلى الحوادث والإصابات التي قد تسبب الوفاة المبكرة عند الذكور. يكون تأثير السلوكيات الخطرة على الصحة واضحًا في حالة التدخين على وجه الخصوص. انخفض عدد الرجال الذين يبدؤون التدخين مع انخفاض معدلاته في الولايات المتحدة بشكل عام، وانخفضت فجوة العمر المتوقع بين الرجال والنساء بشكل طفيف نتيجة لذلك.
تختلف سلوكيات الرجال والنساء أيضًا في ما يتعلق بالنظام الغذائي والتمارين الرياضية، وهو ما يؤدي إلى نتائج صحية مختلفة. يمارس الرجال الرياضة أكثر من النساء في المتوسط، ولكن نظامهم الغذائي أقل إفادة للجسم. وبالتالي، فإن الرجال أكثر عرضة لزيادة الوزن، في حين أن النساء أكثر عرضة للبدانة. التعرض للعنف عامل اجتماعي آخر مؤثر على الصحة. تزيد احتمالية تعرض النساء للعنف الجنسي والعنف من الشريك الحميم بشكل عام، بينما يكون الرجال أكثر عرضة للوفاة نتيجة الانتحار أو القتل.
هناك عامل اجتماعي مهم آخر وهو أن الرجال والنساء يتعاملون مع أمراضهم بطرق مختلفة. تتمتع النساء عمومًا بشبكات دعم قوية ويمكنهن الاعتماد على الآخرين للحصول على الدعم العاطفي، وهو ما يمكنهن من تحسين حالتهن الصحية. في المقابل، من غير المرجح أن يكون لدى الرجال شبكات دعم قوية، وهم يزورون الأطباء بشكل أقل، وغالبًا ما يتعاملون مع أمراضهم بأنفسهم. يعبر الرجال والنساء أيضًا عن الألم بطرق مختلفة، إذ لاحظ الباحثون أن النساء يعبرن عن مشاعر الألم بصورة علنية، في حين أن الرجال أكثر تحفظًا في هذا الصدد ويفضلون الظهور متماسكين حتى عندما يعانون من ألم عقلي أو جسدي شديد. تشير هذه النتيجة إلى أن هذا يرجع إلى طرق التنشئة الاجتماعية المختلفة، إذ يتم تعليم النساء الخضوع وأن يكنّ عاطفيات، في حين يتم تعليم الرجال أن يكونوا أقوياء، وذوي شخصيات صلبة، وألا يظهروا عواطفهم. تمنع وصمة العار الاجتماعية المرتبطة بتعبير الرجال عن ألمهم من الاعتراف بمعاناتهم للآخرين، وهو ما يجعل من الصعب التغلب على الألم بصورة سليمة.

## العرق
أظهرت الدراسات أن الأفراد الذين يتعرضون للوصم نتيجة للإثنية أو العرق، لا في الولايات المتحدة فقط بل على مستوى العالم أيضًا، يواجهون مشكلات صحية مثل الأمراض العقلية والجسدية، وفي بعض الحالات الموت، بمعدلات أعلى من الفرد العادي. كان هناك بعض الجدل حول العرق باعتباره محددًا للأمراض والقضايا الصحية أم لا، نظرًا إلى وجود أشكال غير محسوب مدى مساهمتها في تاريخ بعض الأعراض، وتعد عوامل محتملة في هذا البحث. تساهم الأصول الجغرافية وأنواع البيئات التي تعرضت لها الأعراق بشكل كبير في صحة عرق معين، لا سيما إذا كانوا متواجدين الآن في بيئة ليست هي نفسها التي نشأ بها عرقهم جغرافيًا.
بعيدًا عن الجانب البيئي للعرق والمرض، هناك علاقة مباشرة بين العرق والحالة الاجتماعية والاقتصادية، وهو ما يسهم في التباين الصحي بين الأعراق. عندما يتعلق الأمر بمعدلات الوفاة الناجمة عن أمراض القلب، فإن المعدل يكون حوالي الضعف عند الرجال السود بالمقارنة مع الرجال البيض. أما الآن، فإن معدلات الوفاة الناجمة عن أمراض القلب أقل بالنسبة للنساء السوداوات والبيضاوات مقارنة بنظرائهن من الذكور، لكن أنماط الاختلاف العنصري والتفاوت في التعليم بين النساء تشبه تلك الخاصة بالرجال. إن معدلات الوفاة الناجمة عن أمراض القلب أيضًا أعلى بثلاثة أضعاف لدى النساء السوداوات أكثر من النساء البيضاوات. إن الاختلافات العرقية في الوفيات الناجمة عن أمراض القلب في كل مستوى من مستويات التعليم واضحة بالنسبة لكل من الرجال والنساء السود، إذ تكون الفجوة العرقية أكبر في مستويات التعليم الأعلى بالمقارنة بالمستويات الأدنى. هناك العديد من الأسباب التي تجعل العرق مهمًا بالنسبة للصحة بعد تحليل الحالة الاجتماعية والاقتصادية، إذ تتأثر الصحة بالمحن في وقت مبكر من حياة الأفراد مثل الإجهاد الناجم عن صدمة، والفقر، وسوء المعاملة. تؤثر هذه العوامل على الصحة البدنية والعقلية للأفراد. نحن نعلم أن معظم الفقراء في الولايات المتحدة هم من الأقليات، وخاصة الأمريكيين من أصل أفريقي، لذلك للأسف ليس هناك ما يدعو للدهشة أنهم الأكثر عرضة للكثير من المشكلات الصحية ومعاناةً منها.

## الحالة الاجتماعية الاقتصادية
ارتفع معدل عدم المساواة في الدخل في الولايات المتحدة بسرعة، ما دفع أعدادًا أكبر من السكان إلى أوضاع اجتماعية اقتصادية أدنى. حللت دراسة نُشرت في عام 1993 الأمريكيين الذين توفوا في الفترة ما بين مايو وأغسطس 1960، وربطت معلومات الوفيات مع بيانات الدخل والتعليم والمهنة الخاصة بكل شخص. وجدت الدراسة علاقة عكسية بين الحالة الاجتماعية الاقتصادية ومعدل الوفيات، ورصدت أيضًا قوة متزايدة لهذا النمط وانعكاسه على زيادة عدم المساواة في الدخل في الولايات المتحدة.
تعكس هذه النتائج، على الرغم من رصدها حالات الوفيات الإجمالية الناتجة عن أي سبب، وجود علاقة مماثلة بين الحالة الاجتماعية والاقتصادية وحالات المرض أو الوفاة في الولايات المتحدة. يشكل المرض جزءًا كبيرًا من الوفيات في الولايات المتحدة، إذ اعتُبر أن 6 من أصل 7 من الأسباب الرئيسية للوفاة في أمريكا اعتبارًا من مايو 2017 هي الأمراض غير المعدية، متضمنة أمراض القلب، والسرطان، وأمراض الجهاز التنفسي السفلي، والأمراض الوعائية الدماغية (السكتة الدماغية).

## التعليم
إن أفضل طريقة لرؤية التأثير الحقيقي للتعليم على عدم المساواة في المرض هي فحص مستويات الوفيات، إذ إن أمراض القلب والسرطان وأمراض الجهاز التنفسي السفلي هي أكبر ثلاث حالات مسببة للوفاة عند الأمريكيين كل عام. إذا لم يكن الفرد حاصلًا على شهادة ثانوية على الأقل عند بلوغ سن 25 عامًا، فسوف يموت قبل نظيره الحاصل على شهادة جامعية بتسع سنوات كمتوسط. وجدت دراسة وطنية أمريكية أن الأفراد الذين يحملون شهادات البكالوريوس كانوا أكثر عرضة للوفاة بنسبة 26% في السنوات الخمس المقبلة مقارنة بالأفراد من نفس الفئة العمرية الذين يحملون شهادات مهنية مثل درجة الماجستير. والأمر الأكثر وضوحًا هو أن الأمريكيين غير الحاصلين على شهادة الثانوية كانوا أكثر عرضة للوفاة بنحو الضعف عن أولئك الحاصلين على شهادة مهنية في فترة المتابعة اللاحقة للدراسة التي استمرت لمدة 5 سنوات.